# Meserete Kristos Church
Meserete Kristos Church är Afrikas största mennonitkyrka.
Den har 250 000 döpta medlemmar i över 750 församlingar i olika delar av Etiopien och är ansluten till Mennonitiska världskonferensen.
MKC har sina rötter i mennonitisk missionsverksamhet på 1950-talet.
När den kommunistiska Dergjuntan tog makten 1974 tvingades kyrkan arbeta underjordiskt.
Möten och dop i det fria fick hållas nattetid.
När juntan föll 1994 samlades 50 000 församlingsmedlemmar på en idrottsstadion för att fira sin nyvunna frihet. Samma år grundades "Meserete Kristos College" för att möta det enorma behovet av ledare i den växande kyrkan.
MKC:s generalförsamling beslutade 2006 att polygynister som konverterar till kyrkan inte behöver skilja sig från sina fruar och att kvinnor kan tjänstgöra i kyrkoledningen.